# Óscar Espinosa Villarreal
Óscar Espinosa Villarreal (Mexico-Stad, 23 november 1953) is een Mexicaans politicus van de Institutioneel Revolutionaire Partij (PRI). Van 1994 tot 1997 was hij burgemeester van Mexico-Stad. Van 1997 tot 2000 was hij Minister van Toerisme. 
Espinosa studeerde bestuurskunde aan de Nationale Autonome Universiteit van Mexico (UNAM). In 1994 werd hij door president Ernesto Zedillo aangewezen tot hoofd van het departement van het Federaal District, oftewel burgemeester van Mexico-Stad. In 1997 moest hij aftreden, nadat die functie werd vervangen door die van regeringsleider van het Federaal District, die voortaan gekozen werd door de inwoners van Mexico-Stad. Hij werd vervolgens benoemd tot minister van toerisme.
In maart 2000, terwijl hij kandidaat was voor de Kamer van Afgevaardigden, werd hij aangeklaagd wegens malversatie en het verduisteren van 420 miljoen peso. Vervolgens trad hij af als minister en vluchtte naar Nicaragua, waar hij asiel aanvroeg maar niet kreeg. De Nicaraguaanse regering leverde hem in 2001 uit aan Mexico. Na een paar dagen in de gevangenis werd hij op borgtocht vrijgelaten en jaren later, na een langdurig proces, vrijgesproken.